# William Wobbler
William Wobbler è un videogioco di avventura dinamica a piattaforme pubblicato nel tardo 1985 per Commodore 64 e a inizio 1986 per ZX Spectrum dalla piccola azienda britannica Wizard Development. Il protagonista è l'uomo-lucertola William Wobbler, dall'inglese wobble, "ondeggiare", riferito al continuo movimento della testa del personaggio.
La versione originale per Commodore venne sviluppata da Antony Crowther con musiche di Ben Daglish. Una conversione del gioco per Atari 8-bit rimase allo stadio di prototipo.

## Modalità di gioco
Il giocatore controlla William, rappresentato come un buffo personaggio relativamente grande rispetto allo schermo, e ha l'obiettivo di trovare dieci indizi sparsi in un labirinto di caverne, con i quali risolvere un rompicapo finale. Il movimento è bidimensionale, con visuale di lato e scorrimento in tutte le direzioni. William può camminare in orizzontale, arrampicarsi su corde o gettarsi giù dalle piattaforme, saltare, abbassare la testa, raccogliere oggetti. Si può visualizzare un inventario testuale degli oggetti raccolti, fino a 12 alla volta (superare il limite causa la perdita di tutti). L'uso degli oggetti è automatico, nel momento in cui servono per superare qualche ostacolo.
L'avventura comincia sulla superficie, dalla quale si può scendere in varie caverne attraverso crateri. La disposizione delle caverne varia casualmente a ogni partita, e soltanto una contiene in particolare un globo luminoso da raccogliere, necessario per superare i guardiani delle altre caverne. Finché non si ha il globo, entrare nelle altre caverne è inutile e occorre trovare la strada per ritornare in superficie e tentarne un'altra. Su Commodore 64, in superficie si viene anche inseguiti da una cavernicola armata di clava e si devono schivare creature volanti.
Nei sotterranei si devono evitare vari pericoli tra cui serpenti, rane volanti, specchi d'acqua letali e trappole. Al minimo contatto William viene eliminato, con varie animazioni a seconda della causa, e la partita termina in quanto si ha una sola vita. Si può salvare la partita, ma solo dopo aver recuperato l'oggetto floppy disk e solo recandosi in un'area di salvataggio (rappresentata da un disk drive); inoltre, almeno nella versione Commodore, si può salvare solo su disco, anche se il gioco è su cassetta.
Il rompicapo finale è una griglia di 20x20 caselle con simboli geometrici, da scorrere per formare un'immagine sconosciuta.
Come easter egg è presente un semplicissimo sparatutto a scorrimento.

## Concorso
Al primo giocatore che avrebbe risolto il rompicapo finale era offerto un premio di natura sconosciuta, del valore dichiarato di 1000 sterline. La confezione originale, almeno nella versione Commodore, includeva un apposito dischetto sul quale salvare la soluzione per spedirla al produttore. Anche nell'edizione del gioco su cassetta era incluso il disco e, come per i salvataggi della partita, per salvare la soluzione era comunque necessario un lettore di floppy. Non risulta che il premio venne mai vinto, e anche in tempi moderni la soluzione ufficiale del rompicapo rimane un mistero.